# Boichi
Bōichi (ぼういち)
Œuvres principales
- Sun-Ken Rock
- Dr Stone
- Origin

Boichi (ぼういち, Bōichi) nom d'artiste de Mujik Park (박무직), né le 29 janvier 1973 à Séoul, est un mangaka (ou manhwaga) sud-coréen, vivant au Japon. Il est principalement connu pour être l'auteur et dessinateur du manga Sun-Ken Rock et le dessinateur du manga Dr Stone.

## Œuvres
- Lovers In Winter
- No means No
- Personal lesson full of love
- Sanctum
- Hotel (recueil de nouvelles) :
  - Hotel since A.D. 2079
  - Present
  - Rien que pour les thons
  - Stephanos
  - Diadem
- Space Chef Caisar
- Raquiya
- Sun-Ken Rock (25 volumes)
  - Sun-Ken Rock Gaiden – Yumin
  - Sun-Ken Rock Gaiden – Pickaxe
- I want to feed Yumin
- The Art of Sun-Ken Rock (artbook de la série Sun-Ken Rock)
- HE The Hunt for Energy
- Trigun: The Lost Plant
- Wallman (trois volumes)
- Origin (10 volumes)
- Terra Formars Asimov (deux volumes)
- Dr. Stone
- One Piece: Épisode A
- Le Livre des Multivers